# Lucia Pizzolotto
Lucia Pizzolotto, née le 12 juillet 1960 à Morgano, est une coureuse cycliste italienne.

## Palmarès sur route[1]

### Palmarès par années
- 1991
  -  Championne d'Italie sur route
- 1992
  - Trofeo Alfredo Binda-Comune di Cittiglio
  - 6e étape du Tour de Sicile
- 1993
  - 5e étape du Tour de Sicile
  - 3e de Trofeo Alfredo Binda-Comune di Cittiglio
- 1994
  - 2e de Trofeo Alfredo Binda-Comune di Cittiglio
  - 3e du championnat d'Italie sur route
- 1998
  -  Championne d'Italie sur route
  - 2e du Tour de Feminin - O cenu Ceskeho Svycarska
  - 3e du championnat d'Italie du contre-la-montre
- 1999
  - 3e du championnat d'Italie sur route
  - 3e du Tour de Toscane féminin-Mémorial Michela Fanini

## Palmarès en cyclo-cross
- 1996
  - 3e du championnat d'Italie de cyclo-cross
- 1997
  - 3e du championnat d'Italie de cyclo-cross
- 1998
  - 2e du championnat d'Italie de cyclo-cross
- 1999
  - 2e du championnat d'Italie de cyclo-cross